# Pia Vieth
Pia Emilie Vieth (født 17. oktober 1955) er en dansk skuespillerinde, der er uddannet fra Statens Teaterskole i 1980 og som, på tv, blandt andet er kendt for sin meget fremtrædende rolle i serien TAXA.

## Filmografi

### Film
| År   | Titel                   | Rolle           | Noter |
| ---- | ----------------------- | --------------- | ----- |
| 1982 | Den ubetænksomme elsker | Sanna Krebs     |       |
| 1987 | Hip Hip Hurra           | Marie Krøyer    |       |
| 1989 | Isolde                  | Isolde          |       |
| 1998 | Motello                 | Miranda         |       |
| 2000 | Her i nærheden          | pædagogen       |       |
| 2004 | Familien Gregersen      | Tilde Gregersen |       |

### TV-serier
| År          | Titel         | Rolle                                             | Noter |
| ----------- | ------------- | ------------------------------------------------- | ----- |
| 1997 - 1999 | TAXA          | Birgit Boye Larsen, Regnskabsdame, Verners datter |       |
| 2015        | Arvingerne II | Hanne                                             |       |